# Tribalism
Albums de Enter Shikari
Live at Milton Keynes
(2009) Live at Rock City
(2010)
Singles
1. Thumper
Sortie : 20 janvier 2010

Tribalism est la deuxième compilation du groupe anglais de post-hardcore Enter Shikari, publié le 22 février 2010 par Ambush Reality.
Il existe seulement 1000 exemplaires de cette compilation. Elle contient deux nouveaux morceaux, des face-B, des remixes et des morceaux live. 

## Histoire
Les chansons ont été enregistrées entre 2007 et 2009. Le premier single Thumper est publié le 20 janvier 2010. Le clip vidéo montre le groupe en noir et blanc qui termine comme dans un dessin animé, un peu comme sur celui de Take on Me du groupe a-ha, bien que les visages des membres soient déformés par une large bouche, un nez pointu et des yeux enfoncés. Ce type d'animation est appelé rotoscopie.

## Liste des chansons
Toute la musique est composée par Enter Shikari.
| No  | Titre                                   | Durée |
| --- | --------------------------------------- | ----- |
| 1.  | Tribalism                               | 5:05  |
| 2.  | Thumper                                 | 3:44  |
| 3.  | All Eyes On The Saint                   | 5:51  |
| 4.  | We Can Breathe In Space (Version radio) | 4:03  |
| 5.  | Insomnia (Live @ Brixton en 2007)       | 4:32  |
| 6.  | Juggernauts (Nero Remix)                | 5:01  |
| 7.  | No Sleep Tonight (The Qemists Remix)    | 5:58  |
| 8.  | Wall (High Contrast Remix)              | 4:32  |
| 9.  | No Sleep Tonight (Mistabishi Remix)     | 4:16  |
| 10. | Juggernauts (Mistabishi Remix)          | 4:55  |
| 11. | No Sleep Tonight (Rout Remix)           | 4:11  |
| 12. | No Sleep Tonight (LightsGoBlue Remix)   | 4:37  |
| 13. | Havoc A (Live 2009)                     | 1:47  |
| 14. | Labyrinth (Live 2009)                   | 3:24  |
| 15. | Hectic (Live 2009)                      | 4:01  |